# Lyngbyvej
Lyngbyvej (del af Sekundærrute 201) er en vej der starter ved Vibenshus Runddel som forlængelse af Nørre Allé og bliver ved Hans Knudsens Plads til lokalkørebane for Helsingørmotorvejen. Den passerer Emdrup Sø og fortsætter vest om Vintappersøen for at ende ved Lyngby Hovedgade
Den befærdes som en af hovedstadens største indfaldsveje med ca. 60.000 biler dagligt og er således blevet udbygget flere gange igennem årene. Det seneste byggeri, der var knyttet til Søring-projektet. blev påbegyndt i 1965 og afsluttet i 1974 efter ca. 9 års arbejde, hvor man opgravede chausséstenene og nedgravede vejen til en motorgade, med sit nuværende udseende med med delvis nedgravet motorvej i midten og lokalkørebaner i siderne. Samtidig blev en del bygninger på strækningen revet ned og andre blev amputeret. Husrækken mod Lyngbyvej i Lyngbyvejskvarteret mistede således sine forhaver, og Galle & Jessens fabriksanlæg måtte reduceres.
Vejanlæggenes æstetiske bearbejdning og beplantning er udført af landskabsarkitekterne Edith og Ole Nørgård.
Som et kuriosum kan det nævnes, at krydset med Tuborgvej er Danmarks eneste vejanlæg i tre etager: Nederst er motorvejen. I midten er krydset Lyngbyvej/Tuborgvej, og i toppen fører en tilkørselsrampe for Tuborgvej til motorvejens nordgående spor. Rampen starter sydvest for krydset, fører hen over krydset, fletter sammen med tilkørslen fra Lyngbyvej og munder så derefter ud i motorvejen.
Ryparken Station hed Lyngbyvej Station fra åbningen i 1926 frem til 1. oktober 1972, hvor den fik sit nuværende navn.
Strækningen Hans Knudsens Plads – Motorring 3, der hidtil var blevet benævnt Lyngbymotorvejen, skiftede i 2005 officielt navn til Helsingørmotorvejen under titlen "én motorvej – ét navn".

## Lyngbyvejens historie
Vejen blev anlagt af Jean Marmillod i årene 1764-76 (dog uden Marmillod som chef det sidste år) som en kongevej mellem Vibenshus og Kongens Lyngby, hvor den fortsatte op til kongeslottene i Hørsholm, Frederiksborg og Fredensborg.
Lyngbyvej var en del af den gamle kongevej til Hillerød, Frederiksborg og Kronborg, som kun måtte anvendes af kongen. Bønderne og andre måtte bruge den alfarvej, der løb parallelt med kongevejen. Kongevejen blev anlagt allerede i 1580'erne, så kongen let kunne komme til og fra Frederiksborg og Kronborg.
En vagtmand, der passede bomhuset hed i en periode Hans Andersen Vive (myrdet 1649), og det er ham og hans hus, der har lagt navn til vore dages Vibenshus.
Kongevejen blev i løbet af 1600-årene åbnet for almindelig færdsel, og den blev i 1760'erne genstand for et af de tidligste moderne vejanlæg i Danmark. Det skete, da den franske vejtekniker Jean Marmillod omlagde og udrettede vejen, der blev forsynet med en fin belægning og med grøfter i hver side. Til en ordentlig vej hørte også dengang vejtræer. Denne vej var også åben for almindelig trafik, men man skulle betale en mindre vejafgift (bompenge) for at benytte vejen.
Omtrent hvor Lyngbyvej begynder ses på ældre kort en kro ved navn Tre Flasker Kro markeret. Kroen lå oprindeligt ret isoleret omtrent ved nuværende Lyngbyvej 54, altså omtrent hvor F.F. Ulriks Gade munder ud i gaden. Kroen var opført 1776 og lå godt for bønder og vognmænd, når de trætte skulle hjem fra staden. Og her blev livet levet: Der optrådte bugtalere, der var en keglebane og små, lukkede lysthuse. Kroen mistede i løbet af 1800-tallet disse kunder, og også attraktioner forsvandt, og bygningerne blev endeligt revet ned omkring 1930.
På stedet for den gamle kro blev biografen Capitol senere opført, dog med adressen Lyngbyvej 62. Den blev senere til Lyngbyvejens Kino, og senere igen til Øbro Bio. Biografen lukkede i 1961 og menigheden Tabor købte siden ejendommen, der omkring år 2000 blev overtaget af natklubben Frame. Klubberne Va Va Voom og Tabu lå senere på stedet. I dag huser bygningen et Fitness World-center.
Ved Lyngbyvej, hvor den nuværende Sejerøgade ligger, lå der tidligere Kristinebjerg Mølle, hvor der også var brødfabrik. Martin Andersen Nexø fortæller at han i sin barndom gik ud til møllen fra Brumleby for at hente brød. Møllen brændte 1881. Det siges at branden opstod fordi møllersvendene var optaget af at kigge på en ballonopstigning, der samtidig foregik i Tivoli.
Området vest for Lyngbyvejen mellem Haraldsgade, Studsgaardgade og Borthigsgade er en samling af 324 byggeforeningshuse, opført mellem 1905 og 1919 af Arbejdernes Byggeforening. Byggeforeningshusene i Lyngbyvejskvarteret er behandlet i bogen En landsby på Østerbro fra 1990.
Galle & Jessens chokoladefabrik blev grundlagt i 1872, og Edvard Galle og Hans Jessen flyttede deres produktion af sukkervarer fra Store Kongensgade til Lyngbyvej i 1884. I 1999-00 blev fabrikken delvist revet ned og ombygget og et nyt hovedsæde opført for Mærsk Data, nu IBM, ved C.F. Møllers Tegnestue. Bygningen er præmieret af kommunen. Først i 2009 forsvandt den karakteristiske lysreklame med uret og de hoppende frøer fra fabrikkens skorsten. Den animerede frise med frøerne blev sat op i 1965, men allerede i 1932 var neonuret på plads ved siden af G&J-monogrammet. Reklamen kunne ses viden om og var længe et vartegn for Vibenshus.
På chokoladefabrikkens grund lå tidligere en krobygning fra 1700-tallet, som blev overtaget af Galle & Jessen, men som brændte i 1920'erne. Det fortælles, at der på krobygningens loftsbjælker i storstuen var en inskription om at Struensee havde overnattet på kroen. Det lyder dog som en skrøne – bekræftes kan det i hvert fald ikke.
I 1960'erne var Lyngbyvej udsat for omfattende udvidelser med henblik på anlæggelsen af en ringmotorgade omkring Københavns centrum, kendt som Søringen. Staten projekterede en tunnel fra Hans Knudsens Plads til Vibenshus Runddel, men da det kom til stykket, overlod man udførelsen – og udgifterne – til Københavns Kommune. Kommunen kunne i de fattige 1970'erne ikke finansiere foretagendet, og beboerne i området har derfor måtte døje under en stærk trafikbelastning. 
I nr. 20 ligger Saudi-Arabiens ambassade.